# Buluan-See
Der Buluan-See (englisch Lake Buluan) ist ein Binnensee auf der philippinischen Insel Mindanao. Er liegt südöstlich der Gemeinde Buluan an der Grenze zwischen den Provinzen Maguindanao del Sur und Sultan Kudarat. Der See bedeckt eine Fläche von 65 km² im südöstlichen Teil des Zentralen Mindanao-Beckens. Der Fluss Buluan bildet den Hauptzu- und Abfluss des Sees. Er liegt im Wassereinzugsgebiet des Rio Grande de Mindanao. Der See markiert das südöstliche Ende des Ausbreitungsgebiets der Ligawasan-Flussmarschen.
Die aquatile Vegetation wird dominiert von Dickstieliger Wasserhyazinthe (Eichhornia crassipes), Wasserspinat (Ipomoea reptans) und Wassersalat (Pistia stratiotes).
Die Fischbestände bestehen hauptsächlich aus dem Rohu (Labeo rohita), dem Schlangenkopffisch Channa striata, Tilapien (Tilapia sp), der Grundel Glossogobius giurus, dem Karpfen (Cyprinus carpio) und Raubwelsen (Clarias sp). Diese Fischarten werden auch für den kommerziellen Fischfang genutzt. Der Kletterfisch Anabas testudineus ist im Seegebiet ebenso beheimatet wie Garnelen der Gattung Macrobrachium sp. 
Der See wurde am 1. Dezember 1926 zum Lake Buluan Game Refuge and Bird Sanctuary auf einer Fläche von 63 km² erklärt.